# Хэйес, Ричард
Ричард Хэйес (6 февраля 1797 — 25 мая 1877) — американский политик, депутат Палаты представителей США от штата Кентукки и второй губернатор Кентукки периода пребывания данного штата в составе Конфедеративных штатов Америки.

## Биография
Он происходил из политически влиятельной семьи Хэйесов. Его брат, дядя и двоюродный брат также были депутатами Палаты представителей США, а его внук Гарри Б. Хэйес был членом Сената Соединённых Штатов. Окончил Трансильванский университет. До начала политической карьеры работал адвокатом и был совладельцем верёвочной фабрики. Ричард Хэйес начал свою политическую карьеру как «ярый» сторонник партии вигов и был близким другом основателя партии, Генри Клея. Когда эта партия сначала пришла в упадок, а затем распалась в 1850-х годах, Хэйес стал сторонником Демократической партии США, и его отношения с Клеем испортились.
После начала Гражданской войны в США Хэйес был сторонником доктрины «вооружённого нейтралитета» для Кентукки. Когда нейтралитет Содружества Кентукки был в сентябре 1861 года нарушен, Хэйес бежал в Вирджинию и получил должность бригадного комиссара под командованием генерала Конфедерации Хэмфри Маршалла. Когда в Расселлвилле было образовано конфедеративное правительство Кентукки, Хэйес был приглашён на должность аудитора штата в нём, но отказался. Несколько месяцев спустя он был избран в качестве губернатора Содружества Кентукки, входящего в Конфедерацию, после гибели Джорджа Джонсона в сражении при Шайло.
Хэйес и правительство Конфедерации перемещались вместе с Теннессийской армией Брэкстона Брэгга, и когда Брэгг вторгся в Кентукки в октябре 1862 года, он захватил Франкфорт и провёл церемонию инаугурации для Хэйеса. Церемония, однако, была прервана наступлением войск Союза под командованием генерала Дона Карлоса Бьюэлла, и конфедераты были изгнаны из Содружества Кентукки после битвы при Перривилле. Хэйес отправился в Вирджинию, где продолжал убеждать президента Конфедерации Джефферсона Дэвиса попытаться ещё раз вторгнуться в Кентукки.
В конце войны конфедеративное правительство Кентукки в изгнании прекратило своё существование, и Хэйес вернулся в свой родной город Париж в Кентукки. Он принёс присягу на верность Союзу, вследствие чего ему было разрешено вернуться к его юридической практике. Он был избран окружным судьёй округа Бурбон и занимал эту должность до своей смерти в 1877 году.